# Karl Raimund Hofmeier
Karl Raimund Hofmeier (* 26. Januar 1912 in Wien; † 5. Januar 1944 in der Natal-Freetown-Enge) war ein österreichischer Journalist jüdischer Herkunft. Er wurde vor allem als angeblicher sowjetischer Agent und als zweiter, wie Heinrich Himmler gegenüber Reichsaußenminister Joachim von Ribbentrop angibt, „ähnlich gelagerter Fall“ wie bei Richard Sorge bekannt.

## Leben
Karl Raimund Hofmeier wurde am 26. Januar 1912 als Sohn des Orientalisten Dr. Karl Wilhelm Hofmeier und Margarethe Hofmeier, geb. Edle von Karabaček, in einer Villa in der Lorenz-Weiß-Gasse im 14. Wiener Gemeindebezirk geboren. Sein Großvater mütterlicherseits war der österreichische Orientalist und Direktor der Wiener Hofbibliothek, Hofrat Professor Dr. Joseph Ritter von Karabaček. Seine Großmutter Karoline von Karabaček war die Tochter des jüdischen Wiener Fabrikbesitzers Leopold Lang und der Ernestine Hoffmann Edlen von Hofmannsthal. Ernestines Neffe war der Schriftsteller Hugo von Hofmannsthal.
Hofmeier wurde unter den Nationalsozialisten als Halbjude geführt. Seine Mutter sei laut dem Reichssicherheitshauptamt Mischling gewesen. Ab 1931 trat er laut einem Telegramm des Reichssicherheitshauptamts angeblich als kommunistischer Redner auf und soll zusätzlich 1932 unter einem Pseudonym in der Zeitschrift Rote Fahne veröffentlicht haben. Ob diese Behauptungen zutreffend sind oder nicht ist unklar. Im Fall des Industriellen Willy Rudolf Foerster stellte sich eine angebliche Vorstrafenliste im Nachhinein als Fälschung heraus.
1933 ging er als Journalist für den News Service, Paris, nach Istanbul und 1937 von Prag nach London. Nach Studienreisen nach Japan, folgte seine Tätigkeit für den Völkischen Beobachter, welcher auch Reisen nach China bedeutete. Von Dezember 1941 bis Mitte Januar 1942 berichtete Karl Hofmeier über den japanischen Feldzug in Malaya. Anschließend war er als Bildberichterstatter bei der thailändischen Armee tätig. Am 8. Mai 1942 ging er nach Tokio.
Am 1. Juli 1942 übermittelte der Polizeiattaché an der Deutschen Botschaft in Tokio, Josef Meisinger, an das Reichssicherheitshauptamt in Berlin folgende, mutmaßliche Anschuldigungen, welche durch ein angebliches Geständnis z. T. belegt sein sollten:
- 1931: Beitritt Hofmeiers in die Kommunistische Partei Österreich
- 1932: Lehrer für marxistische Theorie und Agit-Propaganda-Leiter
- 1933: Studienreise nach Istanbul und Aufnahme in die Spionageabwehr der GPU
- 1934: zur Tarnung in die NSDAP eingetreten (die Aufnahme trat nicht in Kraft)[6] und Mitarbeiter des Völkischen Beobachters
- 1936 bis 1937: durch ein Stipendium der GPU an der Pariser Universität tätig

Als weitere Bestätigung für die Anschuldigungen wurde die Reisetätigkeit von Hofmeier herangezogen, welche ohne Unterstützung deutscher Stellen bis vermeintlich in für Ausländer gesperrte Teile Chinas führte. Hierdurch wurde von Meisinger gemutmaßt, dass er für den japanischen Geheimdienst tätig sei. Meisinger forderte die Festnahme von Hofmeier. Als er aus Berlin keine Antwort erhielt, hakte er nach und bekam am 6. Juli 1942 durch den Amtschef IV die Genehmigung, welche an das japanische Innenministerium weiterleitete. Am 15. Juli 1942 folgte die Festnahme.
Hofmeier verblieb etwa sechs Monate in japanischer Haft und wurde dann an die deutschen Behörden ausgeliefert. Als Ergebnis der japanischen Untersuchung, welche auch Meisinger vorgelegt wurde, wurde festgestellt, dass Hofmeier keine Spionage gegen Japan vorzuwerfen war. Diese Tatsache wurde im Wenneker Prozess von Karl Hamel, dem ehemaligen Dolmetscher Meisingers, unterschlagen. 1945 hatte er dies noch gegenüber dem CIC eingeräumt.
Hofmeier wurde erst auf den Blockadebrecher Brake verbracht und, nachdem dieser in Ostasien verbleiben musste, Mitte Februar 1943 in Manila an einen anderen Blockadebrecher abgegeben. Am 17. Februar 1943 erfolgte die Bestätigung, dass Hofmeier auf die Burgenland abgegeben wurde.
Als am 5. Januar 1944 der Blockadebrecher Burgenland, der Hofmeier als Häftling beförderte, im Mittleren Atlantik in der Natal-Freetown-Enge von der Omaha beschossen wurde, erhielt der mitreisende SS-Hauptsturmführer Herbert Ender, ein Vertrauter Meisingers, vom Kapitän der Burgenland den Befehl, Hofmeier zu erschießen. Ender schoss Hofmeier mit seiner Pistole zweimal in den Bauch und meldete die Ausführung an den Kapitän. Hofmeier, schwer verletzt, rief „Ihr Mörder! Ich bin unschuldig!“ Anschließend wurde er von Ender, da dieser seine Pistole nach der Tat über Bord geworfen hatte, mit einer Pistole hingerichtet, welche er vom Kapitän erhalten hatte.
Am 2. Oktober 1943 hatte in Tokio der Marineattaché an der Deutschen Botschaft in Tokio, Vizeadmiral Paul Wenneker, auf Drängen Meisingers den Befehl gegeben, dass bei einer Selbstversenkung des Schiffes Hofmeier nicht freizulassen sei, da er im Falle seiner Gefangennahme durch die Alliierten landesverräterische Aussagen machen könnte. Am 21. Juli 1965 wurde von der Hamburger Staatsanwaltschaft gegen Admiral a. D. Paul Wenneker Anklage wegen Mordes erhoben. Das Hamburger Schwurgericht entschied jedoch, dass es sich nicht um Mord, sondern um Totschlag gehandelt habe, der mittlerweile verjährt sei.
Im Falle Hofmeiers gingen sowohl die Richter als auch die Prozessbeobachter davon aus, dass dieser ein Spion war und infolgedessen tatsächlich bei einer Gefangennahme durch die Alliierten hätte „landesverräterische  Aussagen“ machen können. Dass Hofmeier allerdings höchstwahrscheinlich einer Intrige Meisingers zum Opfer fiel, wurde erst im Jahr 2020 öffentlich.